# Ivan Franjo Čikulin
Ivan Franjo Čikulin, magyarul: báró szomszédvári Chikuliny János Ferenc, latinul: Ioannes Franciscus Chiculin; névváltozatok: Cikulini, Cikulinyi, Ciculini, Chikulini (Oroslavje, 1681. június 3. – Konjščina, 1746. június 17.) író.

## Élete
Zágrábban, Nagyszombatban, Grazban és Bolognában tanult. A bölcseletet és jogot a Bonni Egyetemen hallgatta. I. József magyar király 1706. augusztus 20-án grófi rangra emelte. Az 1723-as országgyűlésen szerepelt, majd a báni tábla ülnöke volt, 1730-ban pedig mint ezredes, a kaproncai határezred parancsnoka lett. A Wesselényi-összeesküvés idejében bizalmas embere volt Lipót császárnak, aki hűségét Zrínyi Péter elkobzott javainak egy részével jutalmazta. Ezek közt volt Szomszédvár (horvátul Susedgrad) is, amelytől előnevét kapta. Tudós ember volt és latin verseket írt. Ővele, az egyetlen szomszédvári Cikulini gróffal, a grófi család fiúága 1746-ban kihalt.

## Munkái
- Žalost i javkanje turskih, a radost i veselje keršćanskih duš, koje se leto 1697. na Ivanje pod Bihaćem s teli razlučiše (1703)
- Slike srčanosti ilirske i panonske (Ideae magnanimitatis Illyricae et Pannonicae, 1705)
- Izabrani junaci Savske Panonije (Delecti Pannoniae Saviae Heroes. Bononiae, 1723)
- Elegia ad amicos Graecii Anno Domini 1727

Kézirati munkája: Josephidos Carolinae libri XII. 4rét 192 levél (Az előbeszéd kelte: Csáktornyán 1718. június 22. A budapesti Egyetemi Könyvtárba került.)